# Pont Lewiston–Queenston
Le pont Lewiston–Queenston, appelé pont Queenston–Lewiston au Canada, est un pont en arc qui traverse la gorge de la rivière Niagara un peu au sud de l’escarpement du Niagara. Il est officiellement inauguré le 1er novembre 1962. Il s’agit d’un pont international, reliant l’Interstate 190 à Lewiston, dans l’État de New York aux États-Unis, et l’autoroute 405 à Queenston (en), dans la province d’Ontario au Canada. Le pont Lewiston–Queenston est une copie du pont Rainbow reliant les villes homonymes Niagara Falls (New York) et Niagara Falls (Ontario).
Les piétons ne peuvent accéder au pont, mais les services de taxis agréés sont autorisés. Le pont ne dispose pas d’installation de dédouanement accéléré pour les détenteurs de cartes NEXUS ou FAST voyageant des États-Unis vers le Canada, mais dispose d’une voie NEXUS pour les voyages en sens contraire.
Les portiques sont équipés de feux indiquant le sens de la circulation, car les voies sont réversibles. La vitesse maximale, affichée en kilomètres par heure et en milles par heure, est de 24 km/h ou 15 mph. Les drapeaux du Canada et des États-Unis flottent au milieu du pont, au côté sud.

## Péage et douanes
Les douanes étaient auparavant situées à chaque extrémité du pont. Les postes de péage étaient à l'extrémité canadienne du pont. Deux magasins hors taxes se trouvent également entre les deux postes de douane. 
- vers le Canada :
  - huit postes de douane pour les autos, autobus, et véhicules récréatifs
  - quatre postes douanes pour les camions
  - du stationnement pour les examens des camions
  - un héliport
  - six postes de péage
- vers les États-Unis :
  - 6 postes douanes pour les autos, les autobus, et les véhicules récréatives
  - 3 postes douanes pour les camions
  - du stationnement pour les examens des camions

## Ouvrages antérieurs

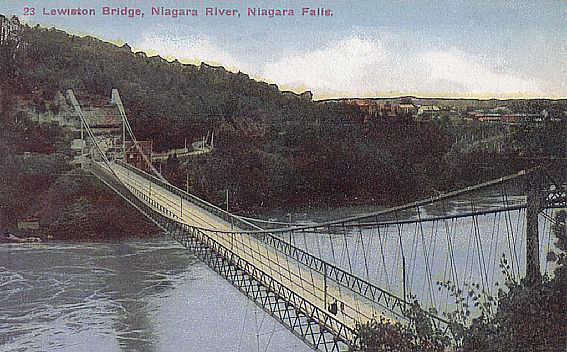
Le pont suspendu Queenston-Lewiston en 1915.

Le premier pont Queenston–Lewiston, construit en 1851 par l'ingénieur Edward Serrell, est détruit en 1864 (ou 1854) par le vent. Quelques câbles sont restés en place jusqu'en 1895. La travée de la rue était environ de 256 à 259 mètres. La conception de ce pont suspendu était inusitée parce que les câbles étaient attachés à l'escarpement qu'avec deux petites tours. Cela faisait que la travée de la rue était plus courte que les câbles, d'une longueur de 317 mètres.
Un deuxième pont est construit après l'effondrement du premier. Le pont suspendu, toujours nommé « pont Queenston–Lewiston », est construit 1,1 km plus au nord. Par coïncidence, ce pont suspendu est construit près de l'emplacement de l'actuel pont Rainbow, et est déplacé à Queenston en 1898 par R. S. Buck et l'ingénieur L. L. Buck, après l'achèvement du pont prédécesseur du pont Rainbow, le pont Upper Steel Arch. Ce pont suspendu est démantelé en 1963 après la complétion de la construction du pont Lewiston–Queenston actuel.
Quelques vestiges subsistent toujours de l'ancien pont. D'abord, deux colonnes sont toujours visibles dans le parc d'État Earl W. Brydges Artpark et la plaque originale de laiton placée à côté de la rue, exactement à la frontière entre les États-Unis et le Canada est aussi visible au centre de la travée du pont. La plaque était encadrée par deux drapeaux, un des États-Unis et l'autre du Canada.
Les supports faisaient partie de l'Oméga d'Owen Morrell, une sculpture en acier et un lieu d'observation panoramique ajoutée en 1981. Les deux colonnes restantes sont toujours visibles dans un boisé du parc York, situé à l'extrémité de la rue York, du côté canadien. 